# Бершеть
Бершеть — село в Пермском крае России. Входит в Пермский район (муниципальный округ).
Находится в 47 км от города Кунгур и в 31 км от города Пермь.
В село проходит множество автобусных маршрутов, такие как 747, 748, 341, 112 и 443.
Между улицами Железнодорожная и Железнодорожная 2-я находится станция электропоездов Юг

## География
Расположено на левом берегу реки Юг и её левом притоке Бершеть (бассейн Камы), в 34 км к югу от Перми.
В селе находится железнодорожная станция Юг.
Ближайшие населённые пункты: в 3 км к западу — пгт Звёздный, в 7—8 км к северу — село Кояново и посёлок Мулянка; в 6 км к юго-востоку — село Янычи.

## История
Поселение возникло при слиянии трёх пунктов: села Старая Бершет (центр), деревень Новая Бершеть и Средняя Бершеть. Они были основаны примерно в 1820-х гг. бывшими мастеровыми, выходцами из Аннинского и Юговских казённых заводов.
С 2004 до 2022 гг. село было  центром Бершетского сельского поселения Пермского муниципального района.

## Население
По данным переписи населения 2010 года: численность населения составила 3308 человека на 2010 год, а по данным переписи 2002 - 3578 человек.
| 2002 | 2010  | 2021  |
| ---- | ----- | ----- |
| 3578 | ↘3308 | ↘3199 |

## Достопримечательности
- Памятники жертвам гражданской войны[2].
- Памятник участникам Великой Отечественной войны[2].

## Спорт
- Межшкольный стадион (открыт в 2013 году)[7].

## Хозяйство
- ООО «Полевод»[2].
- Птицефабрика «Калининская»[8] (с 1965 года).
- Бершетский филиал ЗАО «Пермторгтехника»[2].
- Бершетский газовый участок[8] (ЗАО «Фирма Уралгазсервис»)[2].

## Культура
- Бершетский СДК[8].
- Библиотека №44[8].

## Образование
- Профессиональный лицей – 75[8] (с 1976 года)[2].
- Бершетская средняя школа[8].
- Бершетский детский сад[8].

## Здравоохранение
- Бершетская сельская врачебная амбулатория[8] (с 1983 года)[2].

## Связь
- Отделение почтовой связи.

## Известные уроженцы
- Семенов, Анатолий Максимович (род. 1931) — Герой Социалистического Труда, рабочий Пермского моторостроительного завода (1966 г.)[2].
- Грачев, Юрий Григорьевич (1940 — 2001) — доктор технических наук, профессор[2].